# 富士崎

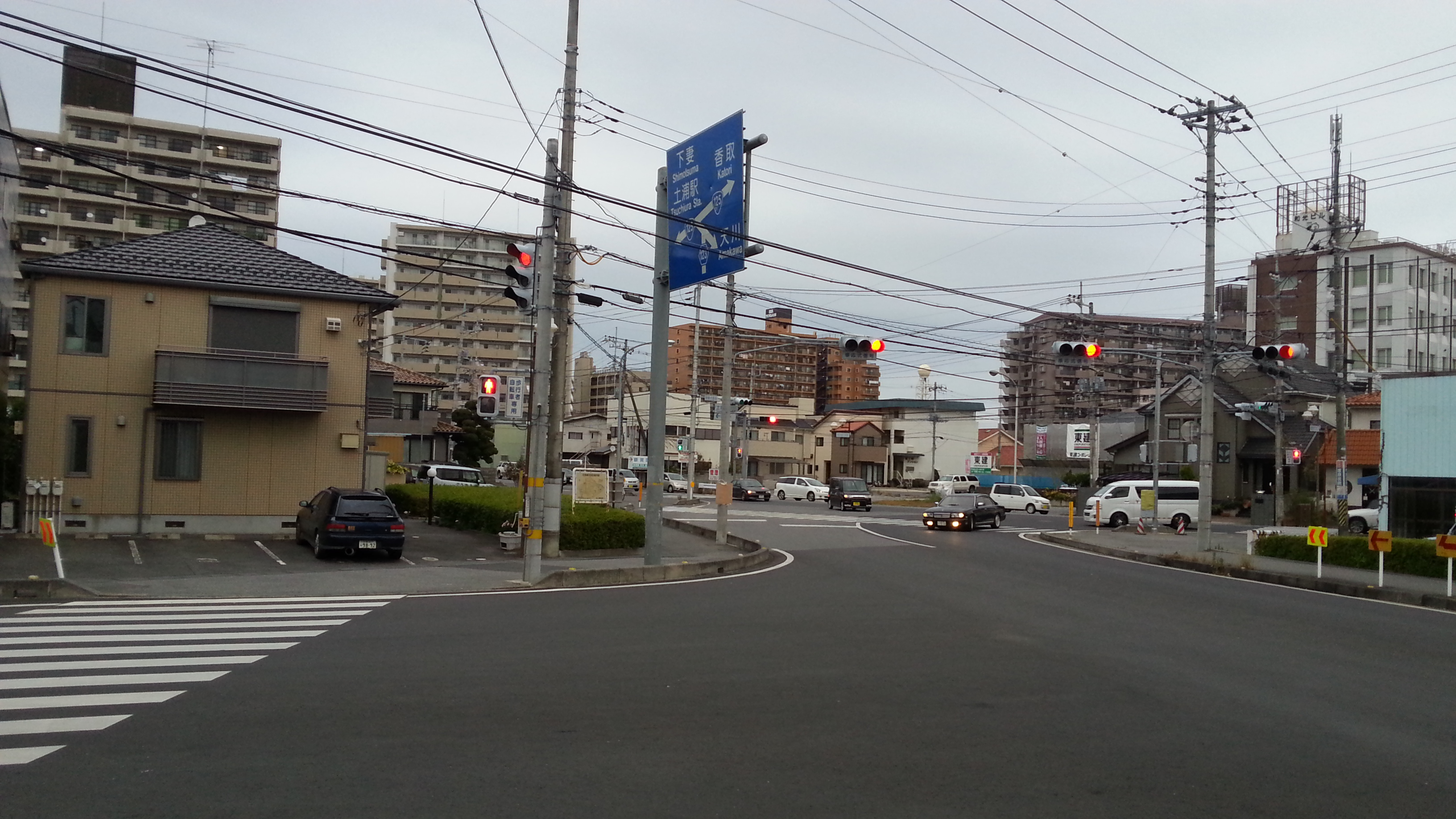
富士崎のマンション

富士崎（ふじさき）は、茨城県土浦市の町名。現行行政地名は富士崎一丁目及び富士崎二丁目。郵便番号は300-0813。

## 地理
茨城県土浦市の中心部、桜川南岸に位置する。

## 歴史
1977年5月1日に成立した。

## 世帯数と人口
2017年（平成29年）8月1日現在の世帯数と人口は以下の通りである。
| 丁目         | 世帯数  | 人口    |
| ------------ | ------- | ------- |
| 富士崎一丁目 | 709世帯 | 1,582人 |
| 富士崎二丁目 | 202世帯 | 536人   |
| 計           | 911世帯 | 2,118人 |

## 交通

### 鉄道
最寄の鉄道駅は常磐線土浦駅。

### バス
| 系統 | 主要経由地                                       | 行先                       | 運行会社     |
| ---- | ------------------------------------------------ | -------------------------- | ------------ |
| 循環 | 土浦駅・富士崎一・大手町                         | 市役所循環                 | キララちゃん |
| 循環 | 土浦駅・市役所下・富士崎二・水郷体育館           | 霞ヶ浦循環                 | キララちゃん |
|      | 土浦駅・富士崎町・土浦三高下                     | 土浦駅西口・阿見中央公民館 | ■関鉄        |
|      | 土浦駅・富士崎町・桜ケ丘                         | 土浦駅西口・荒川沖駅東口   | ■関鉄        |
| 循環 | 土浦駅・富士崎町・桜ケ丘                         | 土浦駅西口                 | ■関鉄        |
|      | 土浦駅・市役所入口(JR)・富士崎町(JR)・土浦三高下 | 土浦駅・江戸崎             | JRバス       |

### 道路
- 国道125号
- 茨城県道123号土浦坂東線

## 施設
- 土浦市立土浦第二小学校
- 土浦市立土浦第二幼稚園
- JRバス土浦営業所
- ジョイフル本田本社
- 水と緑の里公園
- 富士崎二丁目第1公園

## 小・中学校の学区
市立小・中学校に通う場合、学区は以下の通りとなる。
| 丁目   | 番地 | 小学校                 | 中学校                 |
| ------ | ---- | ---------------------- | ---------------------- |
| 一丁目 | 全域 | 土浦市立土浦第二小学校 | 土浦市立土浦第四中学校 |
| 二丁目 | 全域 | 土浦市立土浦第二小学校 | 土浦市立土浦第四中学校 |